# Mato Dukovac
Mato Dukovac (23 de setembro de 1918 – 6 de junho de 1990) foi o principal ás da aviação croata da Segunda Guerra Mundial, creditado com entre 40 e 44 vitórias confirmadas. Ele se juntou à Força Aérea do Estado Independente da Croácia após a invasão da Iugoslávia pelo Eixo em abril de 1941, e depois à Luftwaffe, com a qual voou em missões de combate na Frente Oriental. Suas viagens pela Frente Oriental duraram de outubro a novembro de 1942, de fevereiro a junho de 1943 e de outubro de 1943 a março de 1944. Ele desertou para a União Soviética em 20 de setembro de 1944 e foi devolvido à Iugoslávia em novembro de 1944. Ele trabalhou como instrutor de voo na Força Aérea Iugoslava em Pančevo e Zadar antes de desertar para a Itália em abril de 1945.
Dukovac deixou a Itália em 1946 e tornou-se capitão da Força Aérea Síria. Durante a Guerra Árabe-Israelense de 1948, ele voou em missões de combate contra Israel. Após a guerra, ele emigrou para o Canadá e lá constituiu família. Ele morreu em Toronto em 1990.

## Biografia
Dukovac nasceu em 23 de setembro de 1918 na cidade de Surčin, perto de Zemun, então parte do Reino da Croácia-Eslavônia, Áustria-Hungria.  Ele era um ávido piloto de planadores antes de ingressar na 67ª turma da Academia Militar Real Iugoslava em Belgrado em 1937. Ele se formou em 1º de abril de 1940 com o posto de potporučnik,  e iniciou o treinamento de pilotos na 1ª Escola de Pilotos em Pančevo em outubro daquele ano. 

## Segunda Guerra Mundial

### Legião da Força Aérea Croata
Durante a invasão da Iugoslávia pelo Eixo liderada pelos alemães em abril de 1941, Dukovac serviu no 2º Esquadrão da Força Aérea Real Iugoslava (em servo-croata:  Vazduhoplovstvo Vojske Kraljevine Jugoslavije, VVKJ) em um campo de aviação em Velika Gorica. Depois que o Reino da Iugoslávia foi derrotado e ocupado pelas potências do Eixo, Dukovac tornou-se membro das forças armadas do recém-criado Estado Independente da Croácia (em croata:  Nezavisna Država Hrvatska, NDH). Ele se juntou à Força Aérea do Estado Independente da Croácia (em croata:  Zrakoplovstvo Nezavisne Države Hrvatske, ZNDH) em 29 de abril de 1941 com o posto de poručnik,   e foi inicialmente destacado para o departamento de pessoal da sede do ZNDH. 
Em 27 de junho de 1941, a Legião Croata (em croata:  Hrvatska Legija) foi formada para lutar ao lado da Alemanha durante a invasão da União Soviética, e em 12 de julho foi formada a componente aérea da Legião. Conhecida como Legião da Força Aérea Croata (em croata:  Hrvatska Zrakoplovna Legija, HZL) consistia em um grupo de bombardeiros e um grupo de caças. O HZL fazia parte da Luftwaffe alemã; seus membros prestaram juramento de lealdade a Adolf Hitler, estavam sujeitos aos regulamentos disciplinares alemães e usavam uniformes da Luftwaffe. Depois de frequentar as escolas de treinamento da Luftwaffe, o grupo de combatentes foi enviado para a Frente Oriental e designado como 15. (Kroatische) Staffel (esquadrão) do III. Gruppe (Grupo) de Jagdgeschwader 52 (52ª Ala de Caça, ou JG 52).  Enquanto isso, Dukovac foi transferido para a Luftwaffe Flugzeugführerschule A/B 120 (escola de pilotos 120) em Prenzlau, Alemanha, em setembro ou outubro.   Em abril de 1942 ele passou por treinamento avançado e em junho foi transferido para a Jagdfliegerschule 4 (escola de pilotos de caça 4) em Fürth. Em outubro de 1942, o tenente Dukovac e sete outros pilotos juntaram-se ao 15. /JG 52,  que estava operando no Cáucaso voando caças Messerschmitt Bf 109 G-2.  Em 29 de outubro, Dukovac realizou seu primeiro voo de familiarização de 15 minutos, e na tarde daquele dia os novos membros da unidade estavam voando como alas dos pilotos veteranos do Staffel. 

### Primeira vitória

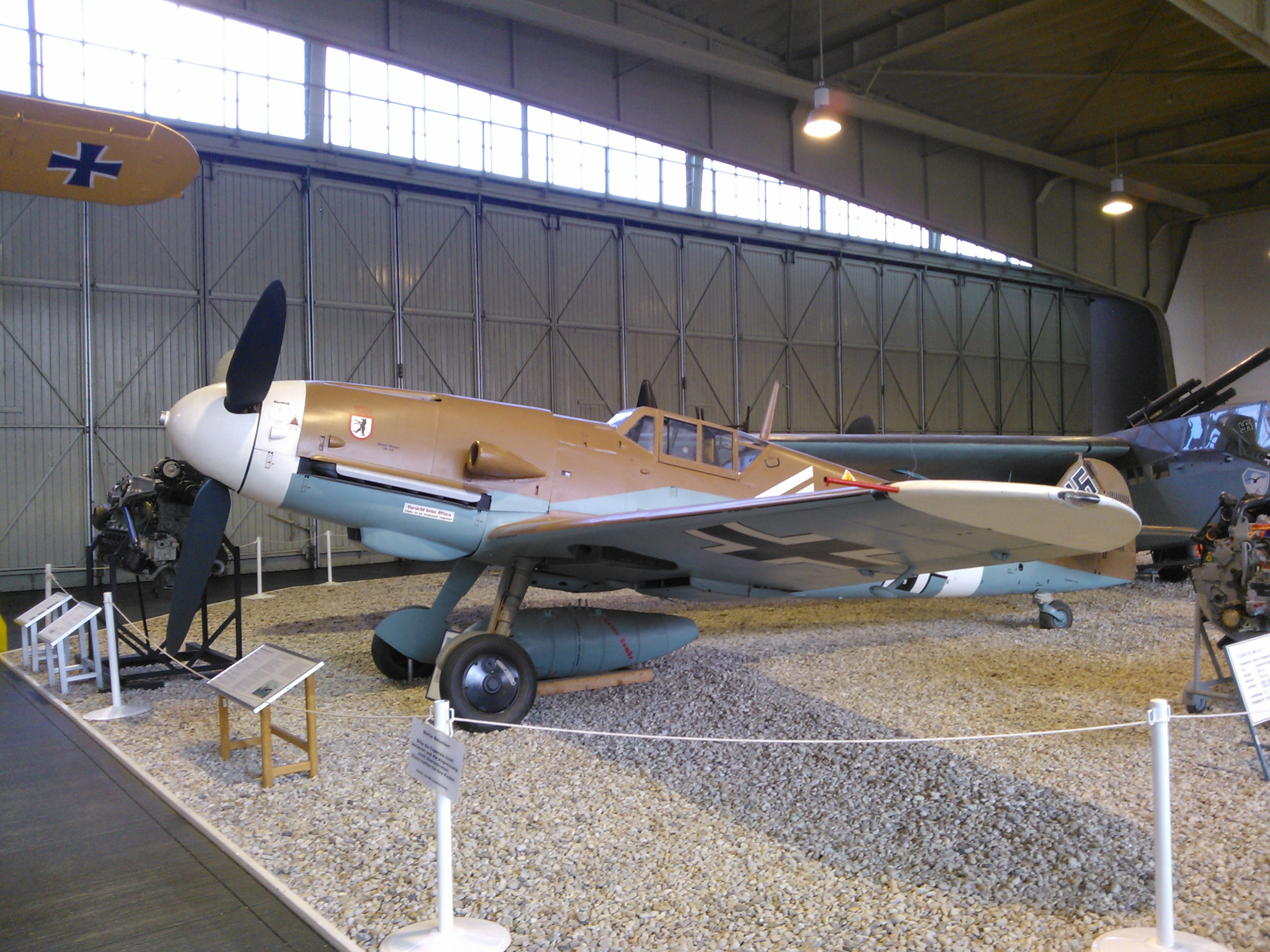
Dukovac obteve sua primeira vitória aérea pilotando um caça Messerschmitt Bf 109G-2.

Em 11 de novembro de 1942, Dukovac estava voando em sua 12ª missão, escoltando bombardeiros de mergulho Junkers Ju 87 Stuka até Lazarevskoye. Durante a missão, ele e seu companheiro foram interceptados por caças Polikarpov I-16 Rata, e Dubovac abateu um dos atacantes sobre a cidade de Tuapse para registrar sua primeira vitória aérea confirmada. Dukovac não foi capaz de aproveitar seu sucesso neste momento, pois quatro dias depois todo o Staffel voltou para o NDH porque a maior parte do pessoal havia suportado um ano de combate constante.   Os homens de 15. O /JG 52 teve uma pausa de três meses, iniciando sua viagem de retorno em 12 de fevereiro de 1943, recolhendo sua aeronave em Cracóvia, na Polônia ocupada pelos alemães, em 18 de fevereiro, e depois voando para Lvov. Eles voaram para Nikolayev em 21 de fevereiro. A Frente Oriental mudou significativamente durante a sua ausência, com a iniciativa estratégica passando para os soviéticos. 

### Segunda viagem
Em 30 de março de 1943, 15. O /JG 52 foi transferido de Nikolayev para Kerch e voou as primeiras missões de sua segunda viagem no dia seguinte. Em 15 de abril, Dukovac e Feldwebel Viktor Mihelčić decolaram em uma patrulha da área de Krymskaja–Abinskaja, e Dukovac abateu um Bell P-39 Airacobra de fabricação americana. Cinco dias depois, Dukovac estava atrasado na decolagem e alcançava seu Schwarm quando abateu um caça LaGG-3 durante um confronto com quatro aeronaves soviéticas, mas não houve testemunhas para confirmar sua afirmação. Mais tarde naquele dia, ele e três outros pilotos estavam escoltando um grupo de bombardeiros médios Ju 87 e Junkers Ju 88 quando se depararam com 25 caças e hidroaviões soviéticos sobre o Mar Negro. Dukovac reivindicou outro LaGG-3, mas novamente ninguém testemunhou.  Na manhã seguinte, Dukovac estava em patrulha com outro piloto perto de Karbardinovka quando encontraram seis caças Mikoyan-Gurevich MiG-3. Dukovac reivindicou um, mas a aeronave do outro piloto foi atingida e eles tiveram que se retirar. Mais tarde naquele dia, Dukovac e outro piloto enfrentaram vários LaGG-3 entre Novorossiysk e Gelendzhik; Dukovac reivindicou dois, um dos quais não foi testemunhado. Em 22 de abril, Dukovac estava atacando navios em Novorossiysk quando teve que forçar o pouso de sua aeronave com problemas no motor. Ele voou outra missão em uma aeronave diferente naquele dia sobre o Mar Negro, abatendo um bombardeiro Ilyushin DB-3. 
Em 25 de abril, Dukovac e dois outros voaram em uma missão de escolta para aeronaves de ataque ao solo Henschel Hs 129 e caças Focke-Wulf Fw 190 atacando navios perto de Primorsko-Akhtarsk, durante a qual os pilotos croatas ajudaram no naufrágio de dois pequenos navios. Em 27 de abril, Dukovac foi responsável por outro LaGG-3 entre Krymskaja e Abinskaja durante uma escolta Heinkel He 111. Dukovac conquistou a vitória sobre outro LaGG-3 durante uma patrulha três dias depois, mas não foi visto por seu ala, pois eles haviam se separado durante a luta. Em 1º de maio, Dukovac afundou um pequeno navio. No dia seguinte, ele e três outros pilotos croatas estavam escoltando um grupo de He 111 quando dois LaGG-3 tentaram interceptar a formação. Dukovac e outro piloto alegaram ter abatido um caça soviético cada, mas sua destruição não foi testemunhada.  Em 3 de maio, uma missão matinal viu Dukovac reivindicar um dos quatro LaGG-3 encontrados perto de Krimskaja. 

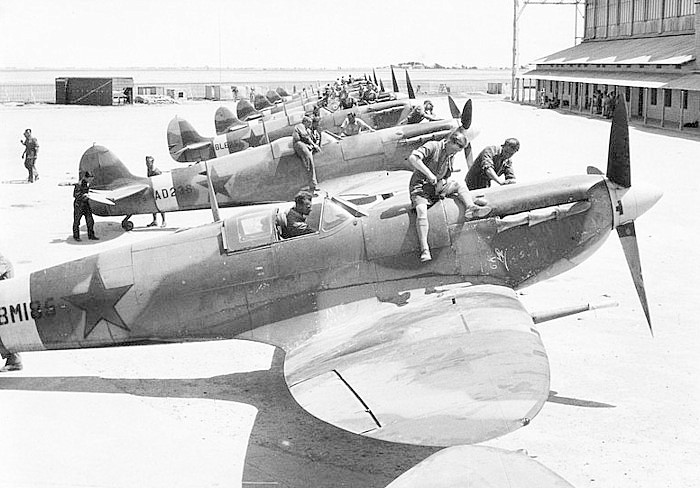
Em 25 de maio, Dukovac conquistou vitórias sobre dois caças Supermarine Spitfire V.

Na tarde de 3 de maio, Dukovac e outro piloto estavam escoltando Hs 129 quando encontraram um grupo de sete aeronaves de ataque ao solo Ilyushin Il-2 e seis caças. Durante o combate, a aeronave de Dukovac foi danificada e ele pousou à força, mas não antes de reivindicar um dos Il-2. Na manhã seguinte, Dukovac e dois outros embarcaram em uma missão de escolta He 111, após a qual Dukovac pousou novamente à força, desta vez perto de Varenikovskaya. Em 5 de maio, Dukovac fez três reivindicações: dois LaGG-3 pela manhã e outro durante uma missão de escolta Ju 87 à noite. Na noite seguinte, Dukovac abateu outro LaGG-3 enquanto escoltava Ju 87. Em 8 de maio, ele reivindicou outro LaGG-3 durante uma missão de escolta para uma aeronave de ligação Fieseler Fi 156 Storch. No dia 12 de maio, chegaram reforços para 15. /JG 52, na forma de alguns dos pilotos que serviram na primeira viagem à Frente Oriental em 1942, juntamente com mais ex-pilotos do VVKJ. 
Dukovac não obteve mais sucesso até 25 de maio, quando reivindicou dois caças Supermarine Spitfire V a sudeste de Temryuk. Dois dias depois, ele e dois outros pilotos surpreenderam oito LaGG-3 a oeste de Trarehof, todos reivindicando um, embora a afirmação de Dukovac não tenha sido testemunhada. Em 30 de maio, ele estava em outra missão de escolta He 111 quando foi responsável por outro LaGG-3.  Neste momento, houve uma onda de deserções de 15. /JG 52, com pilotos voando para aeródromos soviéticos. Os restantes pilotos foram interrogados pela Luftwaffe, o Staffel foi retirado da frente e o comandante do HZL foi substituído. Este foi o fim da segunda turnê de 15. /JG 52 na Frente Oriental, durante o qual Dukovac reivindicou 14 mortes confirmadas e seis não confirmadas, cinco das quais foram posteriormente confirmadas. 

### Terceira viagem
A Luftwaffe decidiu substituir a maioria dos 15 pilotos restantes. /JG 52 com homens recém-treinados, e vários veteranos do Staffel juntaram-se a eles durante o treinamento de caça em Fürth. Doze se formaram em 1º de outubro de 1943 e, sob o comando do recém-promovido Staffelkapitan Oberleutnant Dukovac, eles e outros dois pilotos chegaram a Nikolayev em 21 de outubro, onde foram equipados com oito Bf 109G-4 e G-6. Eles foram enviados para seu campo de aviação em Bagerovo e iniciaram missões de combate em 26 de outubro. Três dias depois, Dukovac obteve a primeira vitória da turnê ao derrubar um LaGG-3 ao sul de Kerch. Nos dois dias seguintes, ele reivindicou um Il-2 e outro LaGG-3, depois um Ju 87. 1º de novembro foi o dia de maior sucesso para 15. /JG 52 durante toda a guerra, com os pilotos reivindicando onze aeronaves sem perdas, incluindo dois Il-2 para Dukovac. Ele reivindicou outros dois Il-2 no dia seguinte, mas sua aeronave foi gravemente danificada pelos caças que o acompanhavam e ele fez um pouso forçado perto de Mariental, escapando ileso. Ele seguiu com uma reivindicação de um DB-3 em 6 de novembro.  Em 15 de novembro, o Staffel mudou-se para Karankut e quatro dias depois Dukovac abateu outro LaGG-3. No final de novembro, a aproximação do inverno reduziu as operações de vôo quase à paralisação, mas Dukovac abateu dois Il-2 em 6 de dezembro perto de Bagerovo para suas 30ª e 31ª vitórias aéreas confirmadas. 

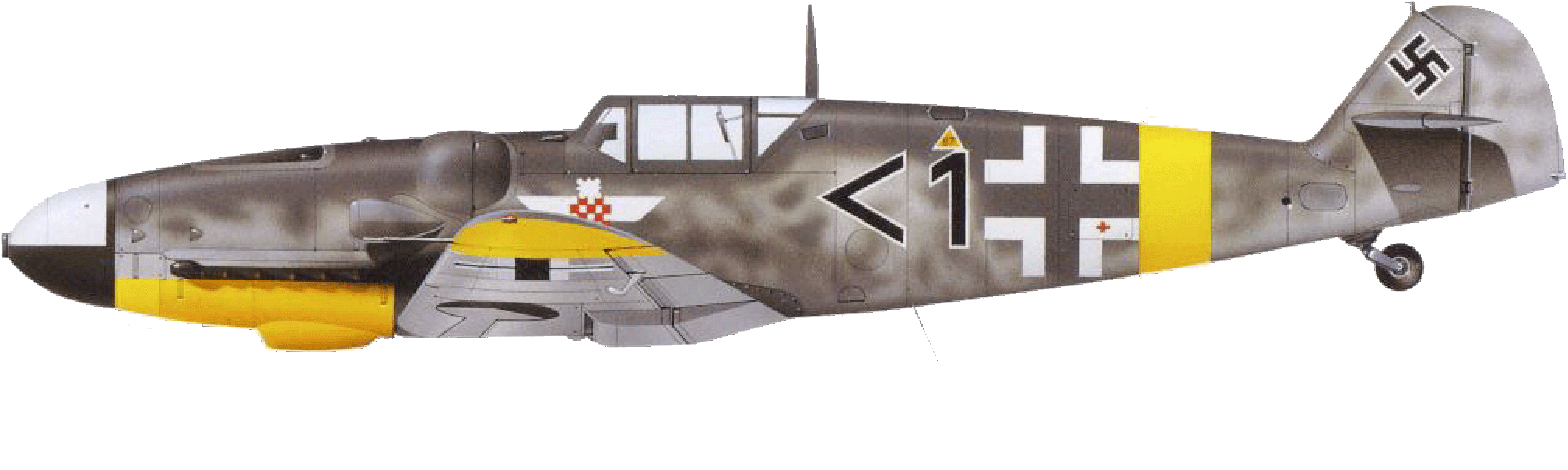
Bf 109G-6 'Black Chevron 1' do Oberleutenant Mato Dukovac, novembro de 1943. Dukovac usou esta aeronave até ser abatido por um P-39 soviético em 25 de fevereiro de 1944.

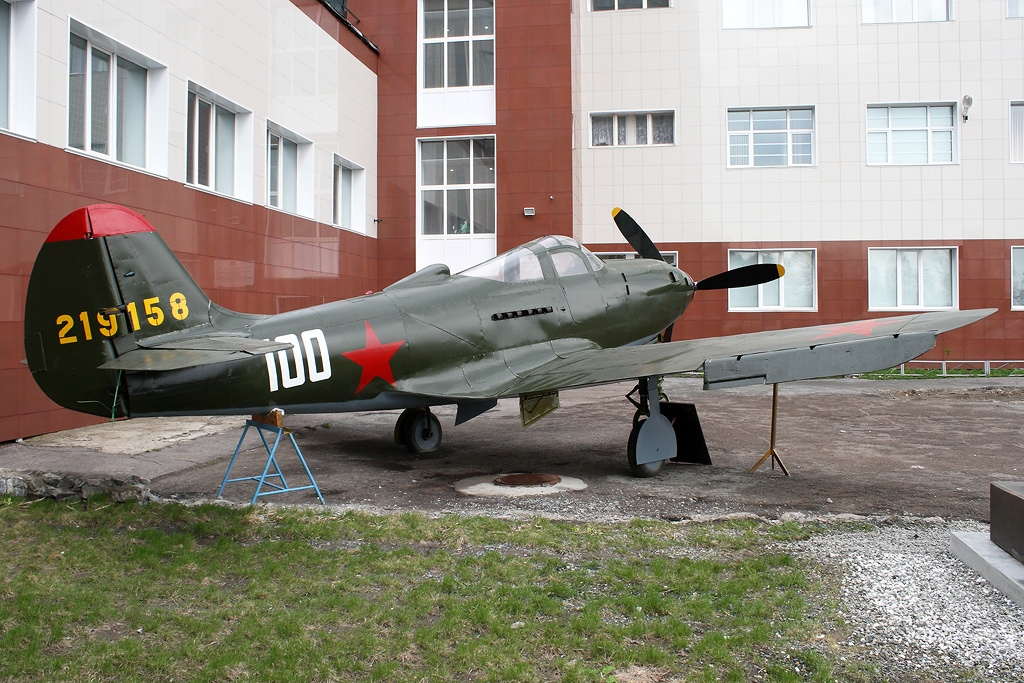
A última vitória aérea de Dukovac foi contra um P-39 Airacobra de fabricação americana

Somente em 12 de janeiro é que Dukovac adicionou à sua contagem um Yakovlev Yak-1. Em 25 de fevereiro, Dukovac realizou cinco missões. No primeiro, ele e seu ala derrubaram um Yak-1 cada, e no segundo ele abateu um Yak e um P-39. Durante sua quinta missão, ele foi abatido por P-39 e caiu, ferindo a coluna. Ele foi evacuado para um hospital de campanha, mas voltou aos 15 anos. /JG 52 assim que conseguiu andar, dez dias depois, apenas para descobrir que tinha apenas três pilotos aptos para o serviço. Apesar da chegada pendente de pilotos recém-treinados, a perda de outros dois pilotos em meados de março levou a Luftwaffe a decidir tentar manter 15. /JG 52 foi inútil e os homens foram mandados para casa, para o NDH. Durante as suas três viagens, o Staffel contabilizou um total de 297 aeronaves soviéticas, das quais Dukovac teve 37 vitórias aéreas confirmadas e oito não confirmadas, sete das quais foram posteriormente confirmadas.  No início de julho, a Luftwaffe reconsiderou sua decisão, e o recém-promovido Hauptmann Dukovac e um grupo de pilotos veteranos e novos começaram a retornar à Frente Oriental. Eles foram transportados para a Romênia e depois para a República Eslovaca, mas nenhuma aeronave foi fornecida e, em 21 de julho, os pilotos foram informados de que o HZL seria dissolvido. Apesar disso, em agosto, foram transferidos para um campo de aviação na Prússia Oriental, onde receberam dez Bf 109G-14. No início de setembro, eles voaram para a Lituânia em preparação para voltar à briga. 

### Deserções
Em 20 de setembro de 1944, Dukovac e outro piloto desertaram para os soviéticos após decolarem do campo de aviação de Labjau, na Prússia Oriental. Sua deserção foi logo anunciada pelo Exército Vermelho. Isso significou o fim do Staffel, e os membros restantes foram retirados para a Prússia Oriental e retreinados como infantaria.  Esses homens foram finalmente dispensados das funções de infantaria no início de 1945 e foram autorizados a retornar ao NDH, onde foram designados para o ZNDH.  Em novembro de 1944, os soviéticos entregaram Dukovac aos guerrilheiros iugoslavos, que lhe ofereceram o cargo de instrutor de voo na Força Aérea Iugoslava (em servo-croata:  Jugoslovensko ratno vazduhoplovstvo, JRV).  No mês seguinte, Dukovac retornou a Belgrado como kapetan no JRV e, após uma conversão para pilotar caças Yakovlev,  trabalhou como instrutor de voo em Pančevo. Em fevereiro de 1945, constantes provocações e insultos dirigidos a ele por colegas do JRV devido ao seu serviço no ZNDH o levaram a solicitar uma transferência.  Em abril, foi destacado para a 1ª Escola de Treinamento de Pilotos em Zadar como instrutor. 
Em 8 de agosto, Dukovac requisitou um biplano De Havilland Tiger Moth, voou através do Adriático e desertou novamente, desta vez para o Reino da Itália.  Ele foi colocado primeiro em um campo de refugiados em Modena e depois em Bagnoli del Trigno. 

## Vida posterior e legado

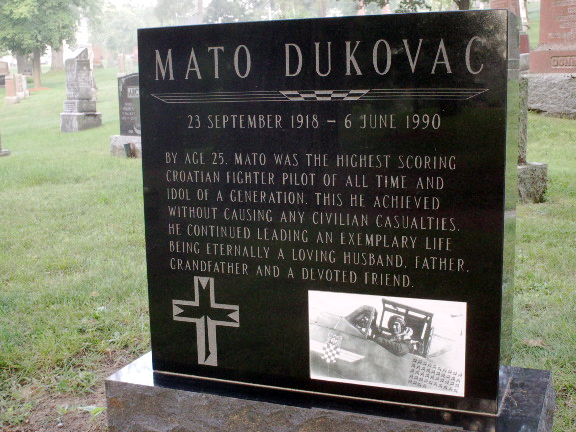
Túmulo de Dukovac em Kingston, Ontário

Na Itália, Dukovac foi recrutado por um oficial sírio que serviu na Wehrmacht durante a guerra. Junto com outros quatro pilotos croatas, ele recebeu um passaporte sírio e mudou-se para Damasco no final de 1947.  Durante a Guerra Árabe-Israelense de 1948, ele foi capitão do Esquadrão Nº 1 da Força Aérea Síria, baseado em Estabal, no Vale Beqaa, no Líbano.  Em 14 de julho de 1948, Dukovac realizou um bombardeio contra alvos israelenses na Galiléia.  Ele saiu antes do fim da guerra e emigrou para o Canadá.  Ele se estabeleceu em Toronto e formou família lá. Ele trabalhou para a IBM e foi cofundador de uma das maiores organizações de emigrados croatas no Canadá, os Croatas Unidos do Canadá. Ele morreu em Toronto em 6 de junho de 1990.   
Dukovac foi o piloto croata com maior pontuação na Segunda Guerra Mundial.  Durante sua vida, houve muita controvérsia em torno do número exato de aeronaves que ele abateu. Documentos croatas do tempo de guerra descobertos no Instituto de História Militar em Belgrado após sua morte mostram que o ZNDH lhe atribuiu 44 mortes confirmadas.  Pelo menos uma outra fonte indica um total de 40 mortes confirmadas, com cinco não confirmadas.  O total de 44 ZNDH incluiu 18 LaGG-3, 12 Ilyushin Il-2, três P-39, dois DB-3, dois Yak-1 e uma de cada uma das seguintes aeronaves; II-16, MiG-3, Spitfire, La-5, Yak-9, Pe-2 e A-20. Os registros do ZNDH também registraram uma afirmação não confirmada. 

## Condecorações
- Medalha do Poglavnik Ante Pavelić por Bravura
- Medalha da Coroa do Rei Zvonimir
- Ordem Militar do Trevo de Ferro (recebeu 3ª e 4ª turma)
- Cruz Germânica
- Cruz de Ferro
  - 1ª Classe
  - 2ª Classe